# سلوقية بييريا
سلوقية بييريا مدينة تقع إدارياً ضمن التترابولس السوري في سوريا وتركيا.

## أعلام
- سلوقس الأول